# Sexologie
 (décembre 2014).
Si vous disposez d'ouvrages ou d'articles de référence ou si vous connaissez des sites web de qualité traitant du thème abordé ici, merci de compléter l'article en donnant les références utiles à sa vérifiabilité et en les liant à la section « Notes et références ».
 (novembre 2015).
La sexologie est l'étude de la sexualité humaine et de ses manifestations. Elle étudie tous les aspects de la sexualité, à savoir le développement sexuel, les mécanismes des rapports érotiques, le comportement sexuel humain et les relations affectives, en incluant les aspects physiologiques, psychologiques, médicaux, sociaux et culturels.
La sexologie, dans sa forme moderne, est une science récente qui s'est développée à la fin du XXe siècle. Elle  est au carrefour de plusieurs disciplines, comme la médecine, les statistiques, l'épidémiologie, la biologie, les neurosciences, la criminologie, l'histoire, la psychologie et la sociologie. Elle étudie également la sexualité de certains groupes particuliers, comme les personnes en situation de handicap, les enfants et les personnes âgées, mais étudie aussi les pathologies sexuelles telles que les dysfonctions sexuelles, l'obsession sexuelle, la violence sexuelle, et les pratiques marginales comme les paraphilies.
La sexologie traite également des sujets particuliers comme l'avortement, le contrôle des naissances, le viol ou autre agression sexuelle, les nouvelles techniques de reproduction ou la santé sexuelle.

## Définition

### Étymologie
Le mot « sexologie » est formé à partir du latin sexus et du grec logos, l'expression signifiant : étude sur le sexe.
La création étymologique du terme sexologie est similaire à celles des termes biologie, psychologie, sociologie ou théologie. L'intention est bien de créer un mot qui désigne la science du sexe.

### Histoire du concept
Le mot sexologie est apparu en 1911 pour désigner l'étude de la détermination du sexe des enfants avant la naissance.
Après les années 1960, le mot désignera surtout une discipline médicale d'étude des pathologies de la sexualité. Actuellement, le mot sexologie tend à désigner une science structurée, ayant pour objet l'étude globale de la sexualité. 

## Histoire

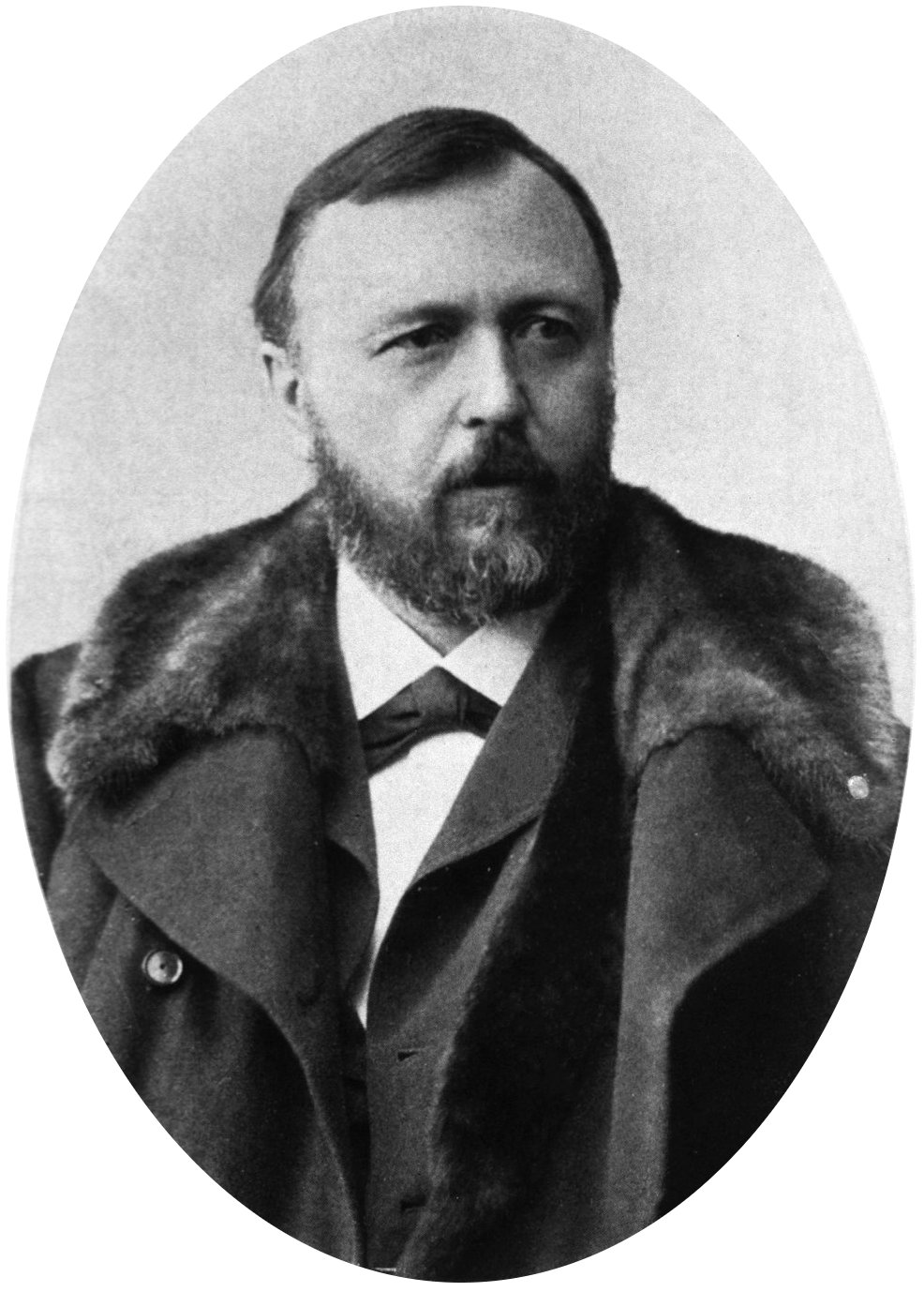
Richard von Krafft-Ebing est avec Albert Moll l'un des fondateurs de la sexologie.

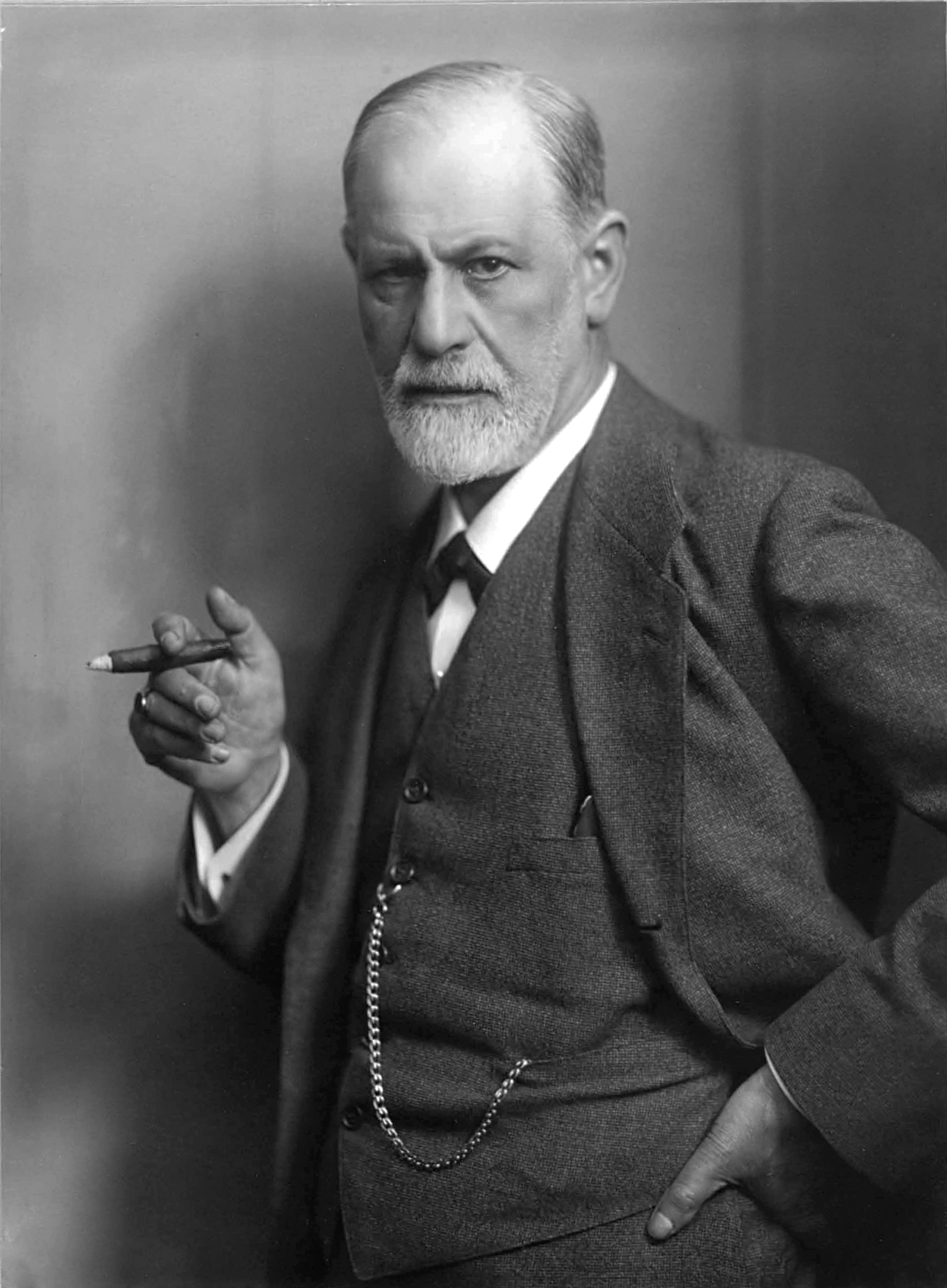
Sigmund Freud (1856-1939), neurologue et fondateur de la psychanalyse emprunte à Albert Moll le terme de libido pour élaborer sa propre théorie de la libido.

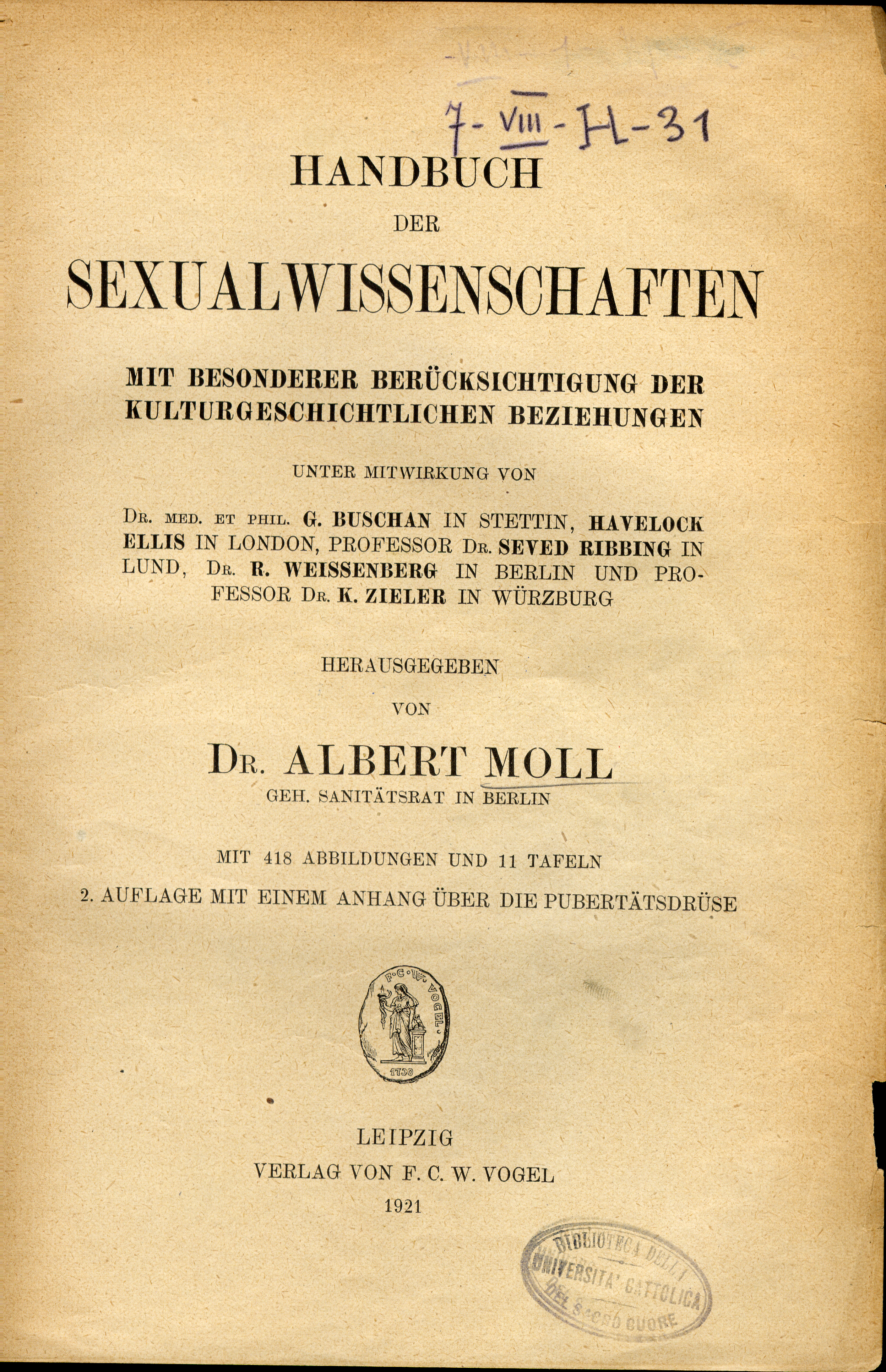
Handbuch der Sexualwissenschaften d'Albert Moll, 1921.

La sexologie est une science relativement récente dont les prémices apparaissent en Allemagne et en Autriche vers 1826-1850 mais les premières véritables études sur la sexualité humaine ont été produites seulement à la fin du XIXe siècle.
Les principaux pionniers sont Richard von Krafft-Ebing, Havelock Ellis, Albert Moll, Magnus Hirschfeld, Iwan Bloch et Bronisław Malinowski. Sigmund Freud, fondateur de la psychanalyse, emprunte le terme de libido à Albert Moll (A. Moll, Untersuchungen über die Libido sexualis, 1898) pour élaborer sa propre théorie de la libido comme « énergie de la pulsion sexuelle ».
Les premières études statistiques n'ont été réalisées qu'après la Seconde Guerre mondiale, bien après les travaux de chercheurs comme les pionniers précédemment mentionnés et d'autres comme René Guyon : les Américains Alfred Kinsey et Masters & Johnson établissent les bases scientifiques d'une approche globale de la sexualité humaine. Leurs travaux sont préfacés en France par Hélène Michel-Wolfromm. En France, il faut attendre le Rapport Simon en 1971, pour que soit entreprise une telle recherche.
La sexologie ne s'est réellement développée auprès du grand public qu'au moment de la période historique et sociologique de la révolution sexuelle des années 1960-1970. Initialement, la sexologie concernait surtout les troubles de la sexualité. Ce n'est que récemment que la sexologie tend à étudier l'ensemble des faits sexuels des animaux et des humains.

## Objectifs, champs d'application et limites
L'objectif de la sexologie est, a priori, l'étude scientifique de la sexualité, tant animale qu'humaine.
Son champ d'action pourrait être l'étude de toutes les caractéristiques et faits sexuels des organismes sexués. Mais, pour des raisons sociologiques et historiques, le champ de la sexologie contemporaine s'est d'abord limité à la sexualité humaine, et, principalement, à ses aspects pathologiques.
L'évolution la plus récente est d'étendre le champ de la sexologie à l'étude de la sexualité humaine et animale dans ses aspects hédoniques.
Remarque : l'objectif de la sexologie est de comprendre et d'expliquer les comportements sexuels (aspect descriptif) ; c'est l'éthique qui cherche à savoir si un comportement sexuel est de l'ordre du bien ou du mal (aspect prescriptif).[Interprétation personnelle ?]

## Méthodes et moyens
La méthode de la sexologie est l'interdisciplinarité, voire la transdisciplinarité : réunir et intégrer dans une analyse et une réflexion commune toutes les données des différentes sciences (génétique, biologie, éthologie, psychologie, sociologie, psychanalyse, médecine…) qui abordent chacune un aspect limité la sexualité.
La méthode n'est pas une simple juxtaposition de données pluridisciplinaires, mais une intégration de ces données, permettant de parvenir à une compréhension globale et meilleure de la sexualité.

### Méthodes
La sexologie moderne est une science interdisciplinaire, au carrefour de plusieurs disciplines scientifiques :
- plusieurs domaines de médecine, comme l'andrologie, la gynécologie, et l'anatomie des organes génitaux
- la psychologie, la sociologie, et l'anthropologie du comportement sexuel
- la neurologie peut être employée pour étudier de nombreux réflexes sexuels basiques, et est de plus en plus appropriée pour étudier des aspects plus complexes du comportement sexuel
- la psychiatrie étudie certains désordres les plus extrêmes du comportement sexuel
- certains aspects du comportement sexuel sont ou ont été définis par la loi, et différents types d'agressions sexuelles ou basées sur le genre sont étudiées par la criminologie
- la biologie et l'éthologie étudient le comportement sexuel animal, qui peut être comparé d'une manière générale au comportement sexuel humain
- l'épidémiologie des maladies ou infections sexuellement transmissibles

### Moyens
Par exemple :
- Chez les animaux :
  - Expériences de physiologie ou de neurobiologie, soit en injectant des substances pharmacologiques ou soit en opérant le cerveau.
  - Élevage d'animaux depuis leur naissance dans des environnements contrôlés.
  - Observation éthologiques
- Chez l'Homme :
  - Interviews
  - Questionnaires
  - Observations directes, et mesures physiologiques durant l'acte sexuel
  - Observations ethnologiques

### La sexologie fonctionnelle
La sexologie fonctionnelle, branche cognitivo-comportementale de la sexologie, se sert des notions physiologiques et cognitives dont nous disposons pour permettre aux patients de modifier leur comportement sexuel dans le sens qu'ils désirent corriger.
Cette branche encore relativement récente (1986, cf. les travaux de Jean-Yves Desjardins, Université du Québec à Montréal) permet de se focaliser sur la réalité sexuelle immédiate des patients sans devoir faire appel à des notions psychanalytiques qui impliquent de plus larges remises en question.

## Recherches et médecine
Les acteurs de la sexologie ont été et sont encore actuellement essentiellement des médecins, et, secondairement, des praticiens du domaine médical. Quelques chercheurs, biologistes, éthologues, ethnologues, psychologues, sociologues ou historiens, ont apporté, le plus souvent ponctuellement, des contributions parfois notables.
La caractéristique la plus significative de ces acteurs, est qu'ils ne sont qu'une faible minorité à travailler uniquement sur la sexualité. Le sexologue à temps plein est une exception. Au Québec, par contre, plusieurs sexologues travaillent dans les domaines de l'intervention, la prévention, la sensibilisation, la relation d'aide, la thérapie et la recherche sexologique. C'est une profession qui est de plus en plus reconnue.
Alors que la sexologie continue d'évoluer en tant que champ d'étude et de pratique, une diversité croissante de professionnels commence à y contribuer de manière significative. En dehors des médecins et des praticiens du domaine médical, on compte parmi ces contributeurs des éducateurs, des conseillers, des travailleurs sociaux et même des artistes et des écrivains, qui contribuent tous à élargir le discours autour de la sexualité humaine.
Cependant, il est important de noter que, bien que ces professionnels contribuent tous à la sexologie, beaucoup d'entre eux n'en font pas leur domaine d'activité principale. En fait, le sexologue à temps plein reste une exception, la plupart des acteurs de ce domaine menant des carrières variées et combinant leurs efforts en sexologie avec d'autres spécialisations et intérêts.
Au Québec, cependant, le champ de la sexologie a pris une tournure différente. De nombreux sexologues travaillent à plein temps dans des domaines tels que l'intervention, la prévention, la sensibilisation, la relation d'aide, la thérapie et la recherche sexologique. Cette tendance a permis à la sexologie de gagner en visibilité et en reconnaissance en tant que profession à part entière. Cette évolution, à son tour, contribue à promouvoir une discussion plus ouverte et plus nuancée sur la sexualité dans la société québécoise, démontrant l'importance et l'impact potentiel de la sexologie en tant que champ d'étude et de pratique.

## Enseignement
L'enseignement de la sexologie s'est développé depuis les années 1970, souvent avec beaucoup de difficultés. Dans la plupart des pays du monde, des cours optionnels en sexologie sont offerts dans les universités, par exemple pour les étudiants de psychologie, sociologie ou médecine. Par contre, il existe un département exclusivement consacré à la sexologie comme domaine d'étude à l'Université du Québec à Montréal (UQAM). En 2012, le département de sexologie a inauguré son programme de 3e cycle qui complète maintenant les programmes de 1er et 2e cycle déjà existants.
En Europe, la formation en sexologie prépare entre autres les médecins et les psychologues qui souhaitent devenir sexologues, à prendre en charge les troubles sexuels. Une formation créditée de 2 ans est donnée a l'Université Paul-Sabatier à Toulouse. Ce programme a été mis sur pied par un sexologue formé de l'UQAM. Tous les professionnels de la santé non sexologues ne reçoivent pas de formation sur la sexualité.

## Actions concrètes
Les actions concrètes de la sexologie sont essentiellement d'ordre thérapeutique.
Des actions sont également menées dans le domaine de l'éducation sexuelle concernent surtout la prévention des infections sexuellement transmissibles, les méthodes de contraceptions, la grossesse et les relations amoureuses. L'éducation sexuelle n'aborde que rarement les aspects relationnels et hédoniques de la sexualité, puisqu'elle ne prend pas autant de place dans le curriculum scolaire des écoles primaires et secondaires.

## Problèmes actuels
- Si vous ne connaissez pas le sujet, laissez ce bandeau (vous pouvez alors contacter les auteurs).
- Si vous supprimez le contenu mis en cause (vous pouvez préalablement contacter les auteurs),

argumentez précisément cette suppression dans la page de discussion
(un manque de référence n'est pas un argument ; une recherche réelle de référence doit avoir été effectuée, être formellement documentée).
On observe qu'autrefois il n'existait pas de structure institutionnelle destinée spécifiquement à la recherche sur la sexualité. Encore aujourd'hui, il n'existe au monde aucun laboratoire ou centre de recherche dont l'objectif est de réaliser, avec les moyens adéquats, une synthèse de toutes les connaissances disponibles afin d'élaborer un modèle global et actualisé de la sexualité humaine. Cette caractéristique est un obstacle à une recherche complète, basée sur l'ensemble des données connues. Toutefois, avec la mise en place d'un doctorat spécifique à la sexologie dans une université (l'Université du Québec à Montréal) au Canada, un pas significatif est accompli vers l'approfondissement et la synthèse des connaissances en sexualité humaine.
On observe également que les recherches relatives à la sexualité sont réalisées le plus souvent à l'initiative d'un homme et non d'une communauté scientifique ou d'un organisme institutionnel. De plus, le thème de la sexualité – ou plutôt un aspect de la sexualité – n'est souvent pour ce chercheur qu'un sujet de recherche parmi d'autres : c'est rarement un spécialiste qui consacre l'essentiel de son activité professionnelle à étudier la sexualité. Cette caractéristique est un obstacle à une recherche de qualité.
Par ailleurs, les éléments et phénomènes regroupés dans la notion culturelle de « sexualité » sont, dans de nombreuses sociétés – dont les sociétés occidentales –, associés à des connotations subjectives et particulières, souvent péjoratives, et sont des sujets facilement polémiques et passionnels. On observe ainsi que la sexualité est un sujet d'étude qui provoque des réactions particulières, tant sur le plan social que dans la communauté scientifique. Plus le sujet d'étude est sensible et plus les résultats sont dérangeants, plus les entraves et l'hostilité envers le chercheur augmentent. Cette caractéristique est un sérieux obstacle à la découverte et à la présentation de résultats différents des modèles en usages.
La sexologie et les sexologues ont souvent été l'objet de pressions, voire d'hostilités, en particulier de la part de certains groupes conservateurs ou religieux. Pour certaines personnes, la sexualité est un sujet trop intime, trop sacré ou trop immoral pour faire l'objet de recherches scientifiques.
Toujours en raison de la nature particulière de la sexualité, on observe également une influence très forte des valeurs et des représentations culturelles dans la recherche concernant ce sujet. Par rapport aux sujets d'études qui sont conceptualisés et considérés comme « sexuel », ce qui est culturellement valorisé ou stigmatisé, ou bien ce qui est considéré, à une époque donnée, comme étant éthiquement de l'ordre du bien ou mal, influence l'ensemble de la recherche en sexualité. Cette caractéristique est un des obstacles majeurs à l'intention d'objectivation de la recherche scientifique.
On observe aussi que beaucoup d'études relatives à la sexualité concernent ce qui est considéré, à une époque donnée, comme relevant de la pathologie, de la déviance ou de l'immoralité. Il se produit ainsi une sur-représentation d'aspects particuliers au détriment des phénomènes normaux. Cette caractéristique est un obstacle à l'étude et à la compréhension de ce qu'est réellement la sexualité, en dehors de la pathologie et des représentations culturelles négatives.
Enfin, on observe que la recherche relative au comportement de reproduction et à la sexualité est réalisée dans plusieurs champs disciplinaires et sur des sujets d'études a priori difficilement comparables : l'Homme, avec une approche psychologique, sociologique ou ethnologique ; l'animal, en particulier les mammifères inférieurs, avec une approche éthologique et neurobiologique. Cette caractéristique est un obstacle à une compréhension globale de la reproduction et de la sexualité humaine. De plus, ces études relèvent également d'approche le plus souvent monodisciplinaire et analytique, et, de surcroît, concernent généralement des sujets très spécifiques et/ou limités (SIDA, concurrence entre sexualité et consommation de drogue, rôle de la testostérone chez le rat mâle, rôle de l'androstérone (phéromone) dans le déclenchement de la lordose chez la souris femelle, etc.) D'où toutes ces différentes études mono-disciplinaires et provenant de différents champs disciplinaires, souvent sans liens entre elles, donnent une vision morcelée et hétéroclite du comportement de reproduction et de la sexualité humaine.

### La particularité du thème de la sexualité
Dans la société occidentale, la sexualité est un sujet très particulier et en partie tabou. Cette particularité est à l'origine de nombreux problèmes, dont certains sont un obstacle à l'étude objective de la sexualité.
De manière générale, il n'existe quasiment pas de structures institutionnelles dont l'objectif est l'étude de la sexualité humaine. Les études disponibles sont généralement ponctuelles, limitées à une problématique précise (exemple du SIDA), relèvent d'une approche de type psychosociologique, et sont souvent influencées par des valeurs morales particulières. Les études neurobiologiques restent limitées essentiellement aux rongeurs et concernent la reproduction. Dans ces conditions, comment obtenir des connaissances objectives relatives à l'ensemble des différents phénomènes regroupés dans le concept culturel de « sexualité » ?
Par rapport aux recherches menées au moyen de questionnaires ou d'interviews, un premier type de problème est la représentativité des participants qui sont volontaires pour ces études. En effet, on sait que les participants qui choisissent de prendre part à ce type d'étude ont des attitudes plus libérales par rapport à la sexualité que ceux qui ne sont pas volontaires.
Un autre type de problème rencontré est la déformation volontaire de la réalité. On sait par exemple que même pour des questions relativement anodines, telle que le nombre de partenaires sexuels au cours de la vie, une partie importante des réponses ne sont pas sincères : dans un contexte hétérosexuel, les hommes indiquent régulièrement plus de partenaires que les femmes, ce qui est mathématiquement impossible. D'où, par rapport à des sujets beaucoup plus sensibles, il est quasi certain que plus les activités ou les pensées sexuelles d'une personne s'éloigneront de ce qu'elle considère comme « socialement acceptable », plus la déformation, voire l'autocensure de l'information sera importante. De plus, même si quelques participants à ce type d'étude donnent sur une question délicate des réponses qui semblent authentiques, rien ne permet de connaître la proportion exacte de ceux qui ont répondu sincèrement, de ceux qui ont modifié leur réponse, et de ceux qui ont pratiqué l'autocensure.
Il semble que les réponses d'une étude sur la sexualité ne reflètent pas tant les croyances et la pratique sexuelle réelle des personnes, mais plutôt un instantané de ce que le groupe interrogé considère comme « socialement normal et acceptable ».
Un autre type de problème, majeur, est l'influence culturelle. Le contexte social et culturel modèle le comportement sexuel, et de ce fait certaines questions ne peuvent être testées de manière fiable.

### L'extrapolabilité des données animales à l'Homme
La plupart des données physiologiques et neurobiologiques relatives à la sexualité proviennent d'expérimentations réalisées avec des animaux, en général des rongeurs. La plupart des données éthologiques proviennent également d'études animales. Dans quelle mesure ces données sont-elles extrapolables à l'Homme ? En effet, on sait que la structure du cerveau n'est pas la même des rongeurs à l'Homme, l'effet des hormones diminue en fonction de la complexité cérébrale, les phéromones humaines ont un effet faible et essentiellement physiologique, et enfin le comportement permettant la reproduction chez les rongeurs est très différent de celui des humains. Pour ces raisons, il semble que les données animales ne sont pas directement extrapolables à l'Homme.
C'est-à-dire, par exemple, que la mise en évidence de l'importance chez les rongeurs de la testostérone dans la reproduction n'implique absolument pas qu'elle doive également être importante chez l'Homme. L'expérimentation moléculaire, cellulaire et animale permet de comprendre que l'effet hormonal dépend de l'existence de récepteurs, des modifications neuronales induites et des caractéristiques de la structure réceptrice. Si, d'une espèce à l'autre, la distribution cérébrale des récepteurs change, si les faisceaux de connexion ont une autre architecture, ou si les fonctions des structures neurales réceptrices sont différentes, alors les effets de la même hormone peuvent être radicalement différents.
De cette analyse, on peut prédire que la testostérone aura dans la reproduction chez l'Homme une importance similaire à celle des rongeurs uniquement si l'organisation des régions cérébrales sensibles aux androgènes et impliquées dans les mêmes fonctions est très similaire. Or, on sait déjà qu'entre deux espèces de rongeurs très proches, tels les campagnols des prairies et ceux des montagnes, une différence limitée à la distribution cérébrale des récepteurs d'un neuromédiateur peut entraîner d'importantes différences comportementales, et quand on sait de plus que le système nerveux humain est relativement différent de celui des rongeurs, et pas uniquement par rapport à la distribution des récepteurs, il semble difficile d'extrapoler directement les données animales à l'Homme.
Il semble que l'expérimentation moléculaire, cellulaire et animale permet directement de comprendre les principes généraux du fonctionnement des structures neurales. Cette connaissance permet, dans un second temps, indirectement, et sous réserve que des connaissances précises relatives à l'organisation structurelle du système nerveux humain soient disponibles, d'expliquer et de prédire certaines caractéristiques fonctionnelles des émotions, de la cognition ou des comportements de l'Homme.

### Le manque de connaissances en neurosciences
Une référence à connaître sont les travaux de feu Dr en neuroscience Serge Wunsch dont la thèse de doctorat en neuroscience a été publiée : "Comprendre les origines de la sexualité humaine (2014).
Les connaissances actuelles en neurosciences, et en particulier en neurosciences humaines, sont partielles. De nombreux aspects du système nerveux, tant structurels que fonctionnels, demeurent mal compris ou restent inconnus. De plus, principalement pour des raisons éthiques, les connaissances expérimentales disponibles concernent surtout les espèces animales non humaines. Ce manque de connaissances ne permet pas toujours de concevoir et de réaliser, surtout chez l'Homme, les expériences qui seraient les plus adaptées.

#### Remarque
Par ailleurs, il convient de noter que ce manque de connaissance est en partie dû à des facteurs culturels, et pas uniquement au fait que l'élaboration du savoir scientifique est une activité récente. Il semble en effet, bien que paradoxalement, les sociétés occidentales aient une tradition humaniste, que le développement de connaissances objectives relatives à l'Homme ne soit guère une priorité. On observe qu'il existe une recherche « technique » (anatomie, physiologie, psychologie cognitive, pathologie humaine, etc.), mais qu'il n'existe pas de structure institutionnelle ayant pour objet de recherche, par exemple, la compréhension globale de l'être humain, l'étude et la recherche de différents modes d'organisation sociale ou économique, de structures expérimentales d'enseignement ou d'éducation, l'étude scientifique de la joie, du bonheur ou encore l'évaluation des valeurs éthiques.
En résumé, on observe que tout ce qui concerne l'essence même de la vie humaine n'est pas sujet de recherche. Et même le simple fait de suggérer que la recherche devrait avoir une finalité humaniste semble relever de l'incongruité. Cette caractéristique culturelle est un obstacle au développement de connaissances objectives relatives à l'Homme.